# Patrick Samson
Patrick Samson, nome d'arte di Sulaimi Khoury (Beirut, 17 giugno 1946), è un cantante libanese. La sua attività artistica, dopo alcuni periodi trascorsi in Francia, si è svolta principalmente in Italia.

## Biografia
Nato a Beirut, in Libano, nel 1946 si trasferisce con la famiglia in Francia, paese in cui il padre, gestore di night club e discoteche, lo introduce nell'ambiente musicale: Patrick inizia l'attività di cantante, formando un proprio complesso insieme al fratello Soussou (chitarra solista) nel 1963, Patrick Samson & Les Pheniciens, incidendo alcuni 45 giri in francese ed esibendosi anche nel 1965 all'Olympia.
Si trasferisce in Italia intorno al 1965, portato da un impresario sull'onda dei successi francesi.
In breve tempo ottiene un contratto con la ARC, con cui pubblica il primo 45 giri; il genere che il Patrick Samson Set (così il gruppo cambia nome in Italia a partire dal 1967) propone è un Rhythm and blues con influssi beat.
I componenti del complesso sono nove, quattro del Regno Unito ed un francese che completano la band originale. La direzione artistica è di Roger Warwick (sax baritono, reclutato dal fratello di Patrick, Sandy, dal famoso gruppo anglo americano di R&B "Mack Sound") c'e una sezione di fiati e l'immancabile organo Hammond; più tardi entrano nel gruppo anche musicisti italiani validi, all'inizio della loro carriera, come il batterista triestino Euro Cristiani (che sostituisce Nigel Pegrum, che anni dopo suonerà negli Steeleye Span, a sua volta sostituto di Gaby Lizmi, entrato nel gruppo Ferry, Franco, René, Danny e Gaby, nato dalle ceneri dei New Dada). Si uniscono al gruppo poi anche il saxofonista Claudio Pascoli e i torinesi Guido Guglielminetti al basso e Umberto Tozzi alla chitarra.
 Nel 1970, solo per la tournée in Libano e il concerto di Torino, entra nel gruppo quale bassista Eugenio Sartini, di Roma.
Negli anni successivi Patrick Samson incide per molte case discografiche: la Philips, la Fonit Cetra, la Carosello.
Il primo successo è Chi può dirmi, cover di Keep on running dei The Spencer Davis Group, già inciso anche dai Pooh con il titolo Vieni fuori; l'anno successivo partecipano al Cantagiro con un'altra cover dei The Spencer Davis Group, Sono un uomo  (Im a man).
Il suo più grande successo è Soli si muore, versione italiana di Crimson and Clover di Tommy James and the Shondells, con testo italiano scritto da Mogol e Cristiano Minellono: con questa canzone è stato per molte settimane ai primi posti in hit parade (1969) ed è arrivato al secondo posto al Festivalbar.

Nel 1988 il gruppo veronese degli ACTH ne ha inciso una versione su 45 giri pubblicato dalla Attack Punk Records (su etichetta Totò alle prese coi dischi - Totò cerca moglie).
Nello stesso periodo appare anche in alcune colonne sonore: nel 1969 in La Stagione dei Sensi di Massimo Franciosa, in cui canta Laila, Laila e Tell Me, Tell Me e nello stesso anno in Pelle di Bandito, in cui canta Morire Giorno per Giorno.
Nel 1970 incide in italiano "Let it Be", con il titolo "Dille Sì"; nel 1995 questa loro versione è stata inserita come brano di apertura nel disco Gli Italiani cantano i Beatles, pubblicato dalla Polygram e curato da Vincenzo Mollica (disco che contiene diciotto versioni di canzoni dei Fab Four in italiano eseguite da artisti come Patty Pravo, Gianni Morandi, Fred Bongusto, Peppino Di Capri, Ricky Gianco, i Camaleonti, i Ribelli, Fausto Leali, i Bit Nik, Dino, gli Shampoo, Claudio Villa e i Powerillusi).
Nel 1973 la sua carriera conosce uno stop forzato, a causa di una malattia ai reni del fratello Soussou: Patrick si ritira per qualche tempo, dedicandosi al fratello, e quando riprende l'attività ormai il successo lo ha abbandonato.
Nel 1976 Patrick viene scritturato da un impresario pugliese e si stabilisce in un primo tempo a Siponto. Qui conosce l'attuale moglie Anna dalla quale ha avuto tre figli. Qui rinasce forse per l'ultima volta il Patrick Samson Set, che vede ancora Gaby Robert Lizmi alla batteria e suo fratello Soussou alla chitarra, assieme ad Ettore Pannitti come solista, Enzo Melillo al basso, Angelo Palazzo alle tastiere ed il compianto Gino Sannoner al sax tenore. È di quell'anno anche l'incisione di "Rivoglio Lei", cover italiana di "All by Myself" di Eric Carmen. Continua poi ad incidere dischi fino agli anni 80 e partecipa a programmi revival TV come Bandiera Gialla, Una Rotonda sul Mare e I Migliori Anni.
Vive tuttora in Puglia, a Foggia, dedicandosi all'insegnamento nelle scuole medie, continuando ad effettuare occasionalmente qualche serata.

## Discografia

Patrick Samson in concerto al Palasport di Torino (ottobre 1970)

### Album
- 1968 - Sono nero (Fonit Cetra, LP)
- 1969 - Soli si muore (Carosello, PLP 325, LP)
- 1970 - Il sapore dell'estate (Carosello, SCLP 23002, LP)
- 1984 - L'oro del Festivalbar (Targa, TAL 1407, LP)

### Singoli
- 1966 - Shibidibibbi/Midnight hour (ARC, AN 4093; come Patrick Samson & Les Pheniciens, 7")
- 1966 - Un grosso scandalo/Finché non torni più (Philips, Apf 373 668; come Patrick Samson & Les Pheniciens, 7")
- 1966 - Chi può dirmi/Valerie (Philips, 373 741 BF; come Patrick Samson & Les Pheniciens, 7")
- 1967 - Io e il tempo/Sono un uomo (Fonit Cetra, SPF 31207; come Patrick Samson Set, 7")
- 1967 - Sono nero/Lasciami bere (Fonit Cetra, SPF 31209; come Patrick Samson Set, 7")
- 1968 - I believe/Le mura stanno per crollare (Fonit Cetra, SPF 31250; come Patrick Samson Set, 7")
- 1969 - Gloria/Laila, Laila (Carosello, Cl 20224; come Patrick Samson Set, 7")
- 1969 - Soli si muore/Tanto era tanto antico (Carosello, Cl 20225; come Patrick Samson Set, 7")
- 1969 - Se io fossi un altro/Ancora una notte (Carosello, Cl 20241; come Patrick Samson Set, 7")
- 1970 - Dille sì/Na Na Hey Hey Kiss Him Goodbye (Carosello, Cl 20251; come Patrick Samson, 7")
- 1970 - Vola vola vola/Cuore che fai (Carosello, Cl 20256; come Patrick Samson, 7")
- 1970 - Tu/Prigioniero (Carosello, Cl 20264; come Patrick Samson, 7")
- 1971 - Giallo rosso verde rosa/Povera ricca ragazza (Carosello, Cl 20299; come Patrick Samson, 7")
- 1972 - Ballerai (hey yaba hey/Un segreto) (Carosello, Cl 20320; come Patrick Samson, 7")
- 1973 - Melody Lady (melancolie)/Una volta l'amore (Philips, 6025 107; come Patrick Samson, 7")
- 1974 - Grazie/Everything's Getting Blue (Philips, 6025 116; come Patrick Samson, 7")
- 1975 - I'm not in love/Movin with Susan (Ducale, DUC 250; come Patrick Samson,7")
- 1976 - Rivoglio lei/Strano (Durium, LD Al 7922; come Patrick Samson, 7")
- 1979 - Sway/Touch me (Harmony, H 6041; come Patrick Samson, 7")
- 1982 - Amarsi/Diamante (Tank, TRL 75A02; come Patrick Samson, 7")
- 1984 - Tu sei tutto/You (Targa, TAS 167; come Patrick Samson, 7")

### Apparizioni
- 1965 - Dansez avec.... (Philips Records, P 70.302 L) con il brano Valérie accompagnato da Paul Piot e la sua orchestra
- 1967 - Cocktail di successi N. 2 (Cetra, LPP 111) con i brani Io e il tempo e Sono un uomo (I'm a man) come Patrick Samson Set
- 1968 - Sanremo '68 (Fonit Cetra, LPS. 13) con Le opere di Bartolomeo, pubblicato anche in Israele e Brasile
- 1970 - Festivalbar Jukeboxconcerto 1970 (Joker, FB 1) con Vola vola va
- 1970 - Cantagiro 1970 (Seven Seas, SR464) con Vola vola va per il Giappone
- 1970 - Carosello di successi (Carosello, SCLP 23003) con Na na hey hey
- 1971 - Carosello di successi 2 (Carosello, CLP 23008) con Tu
- 1972 - Sound a go-go (Carosello, CLP 23013) con Dance all night
- 1974 - Senso unico (Philips Records, 7132 145) con il brano Melody lady
- 1974 - Ricordi...Io, te e la nostra musica (Philips Records, 7706 105) con il brano Everything's Getting Blue
- 1974 - Italian Beach Party (Fontana Records, 7706 105) con il brano Melody lady
- 1980 - Italian Graffiti 1969 (K-Tel, SKI 5025) con il brano Soli si muore (Crimson and Clover)
- 1981 - C'era una volta...Il whisky a gogò (K-Tel, SKI 5035) con il brano Na Na Hey Hey Kiss Him Goodbye
- 1981 - Oldies but Goodies No 6 (Pan-Vox, X33SPV 16301) con il brano Δώσε Λίγο, uscito in Grecia
- 1984 - Festivalbar 84 (Dischi Ricordi, TAFB 84) con il brano Tu sei tutto, uscito in Grecia
- 1989 - Italian Graffiti 1960/69 (RCA Italiana, ND 74157) con il brano Soli si muore (Crimson and Clover)
- 1990 - The Original Peach Tree Collection (Three Eggs, 6075/6076) con il brano Na na hey hey, uscito in Grecia
- 1990 - Una rotonda sul mare 90 (Five Record, FM 14208) con il brano Soli si muore (Crimson and Clover)
- 1990 - Renzo Arbore presenta Il Beat 1 (Armando Curcio Editore, DCI-14) con il brano Soli si muore (Crimson and Clover)
- 1991 - Ricordi Beat (DeAgostini, DCI-14) con il brano Soli si muore (Crimson and Clover) e Se io fossi un altro (Ball of fire)
- 1991 - Ho difeso il mio amore (DeAgostini, IT 9149/50) con il brano Ancora una notte
- 1993 - Red Ronnie presenta Quei favolosi anni '60 (Fabbri Editori, QFAS 19 - QFAS 32 - QFAS 68) con il brano Sono un uomo (I'm a Man), Se io fossi un altro (Ball of fire) e Sono nero
- 1995 - Gli italiani cantano i Beatles (Mercury Records, 526 765-2) con il brano Dille sì (Let It Be)
- 1995 - Anni 60 Vol. 1 (Carosello, 300 557-2) con il brano Se io fossi un altro
- 1996 - Mega Italia (Arcade, 3008002) con il brano Soli si muore (Crimson and Clover), uscito in Francia
- 1997 - La canzone dei ricordi (DeAgostini, EM9724-2) con il brano Soli si muore (Crimson and Clover)
- 1997 - Juvecentus (Crisler, FMC 2145) con il brano Ci siamo noi
- 1998 - Beat 600 - 60's & 70's golden nuggets tracks (Mercury Records, 565365 - 2) come Patrick Samson & Les Pheniciens con Chi può dirmi (Keep on running)
- 1998 - Arriva la bomba (Irma Records, IRMA 489686) con Basta
- 1998 - Psychegaelic - French Freakbeat (Mystic Records) con Gloria
- 1998 - Italian Favourites (Double Classics, DC 31013) con il brano Soli si muore (Crimson and Clover)
- 1999 - Club Morricone (Studio Uno, STN1007LP) con Gloria
- 2000 - Rock en France - Vol. 3 - 1965-67 (LCD, LCD 26-2) come Patrick Samson & Les Pheniciens con Gloria e Tout ira très bien (It's Gonna Be Allright)
- 2002 - La Dolce Vita (Astoria, 99013-14) con il brano Soli si muore (Crimson and Clover) pubblicata nei Paesi Bassi
- 2002 - Anima mia - Love Compilation 3 (D.V. More Record, CDDV 6579) con il brano Soli si muore (Crimson and Clover)
- 2003 - Mega Italia - Les plus belles chansons italiennes (Wagram Music, 3082552) con il brano Soli si muore (Crimson and Clover)
- 2005 - 1965-2005 - Quarant'anni fa nasceva il Piper Club - La musica che ci ha cambiati! (RCA, 82876676672 (2)) come Patrick Samson & Les Pheniciens con Shibidibibbi
- 2009 - Platinum Collection anni 60 (Milestone Records, DR 0101143726) con i brani La pelle nera e Soli si muore (Crimson and Clover) pubblicata nel Regno Unito
- 2009 - The ultimate collection of Italian sixthies music - Stasera shake 3 (Boss-A-Tone Records, B.A.T. 007) con il brano Giallo, rosso, verde, rosa
- 2011 - Got The Go!!! Printemps-été Nº3 (La Classe Internationale, LCI003) con Gloria
- - ...Solo musica italiana... Vol. 1 (Bluebird Records, 445005-4) con il brano Soli si muore (Crimson and Clover), uscito in Belgio
- - Le canzoni più famose di tutto il mondo cantate in italiano (Selezione dal Reader's Digest, RDIS 151) con il brano Soli si muore (Crimson and Clover)
- - Le canzoni dell'estate -I più bei ricordi delle nostre vacanze) (Selezione dal Reader's Digest, RDIS 155) con il brano Tu sei tutto
- - Classifica '69 '70 - Hit Parade (Atlantis, ATL 365-2) con il brano Soli si muore (Crimson and Clover)
- - Radio Birikina - '60 Christmas Vol. 2 (Luna Records, LUN 041-2) con il brano Soli si muore (Crimson and Clover)
- - Radio Birikina Volume 6 (Luna Records, LUN 068-2) con il brano Ti ho voluta io
- - Radio Birikina Gold Collection Vol. 7 (Luna Records, LUN 034-2) con il brano Ancora una notte
- - Radio Birikina - Le canzoni delle donne (Luna Records, LUN 033-2) con il brano Tu
- - Alta stagione (Philips Records, 7776 014) con il brano Grazie
- - Μοντέρνοι Ρυθμοί του '60 – Στη Γωνία Του Δρόμου (BestEnd, 2711702023) con il brano Io e il tempo, uscito in Grecia
- - Μοντέρνοι Ρυθμοί του '60 – Κάθε Μέρα Που Περνάει (BestEnd, 2711702025) con il brano Tell Mama, uscito in Grecia